# Mateo Benigno de Moraza

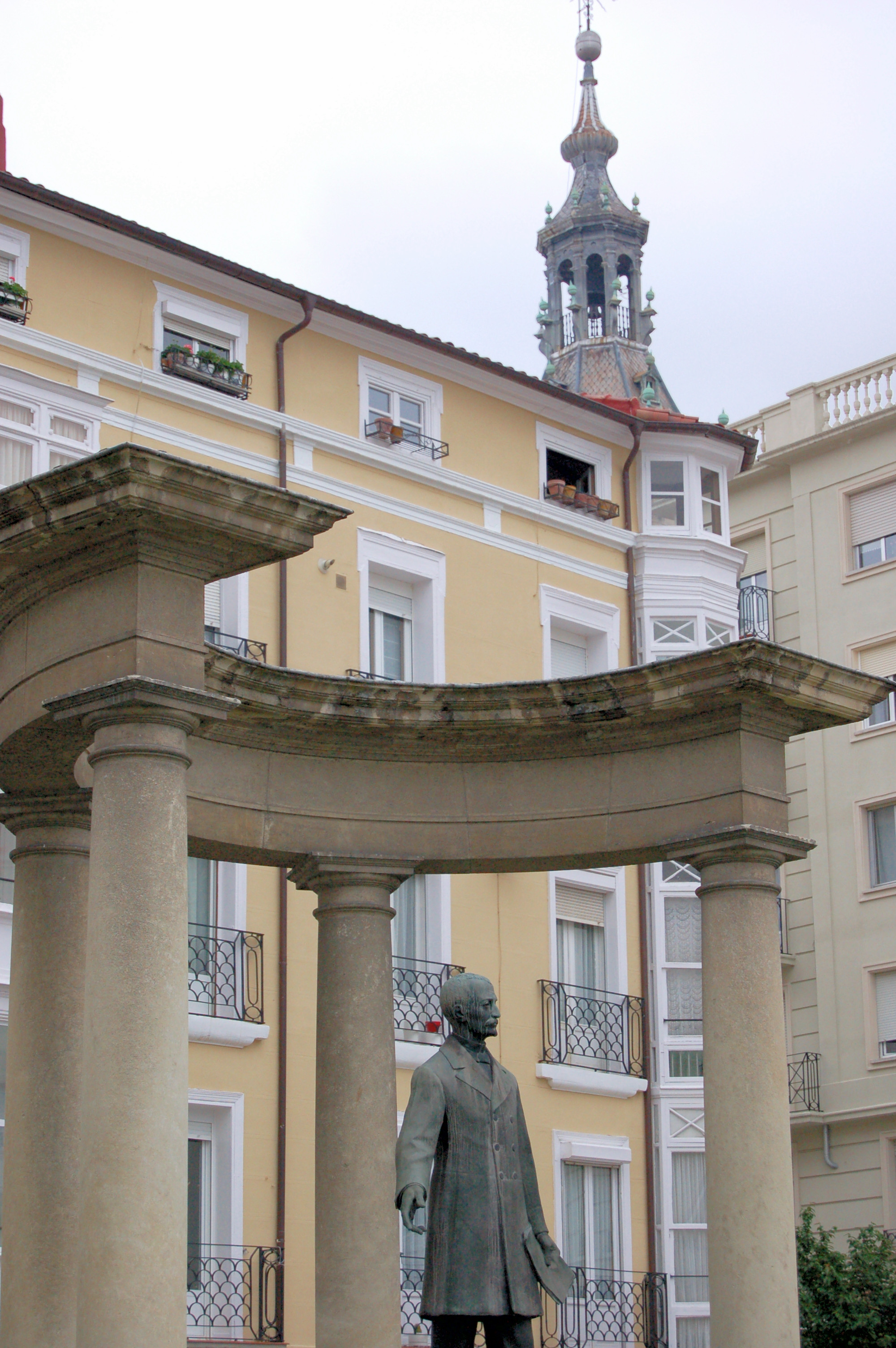
Estàtua de Mateo Benigno de Moraza a la plaça de la Diputació (Vitòria).

Mateo Benigno de Moraza y Ruiz de Garibay (Vitòria, 21 de setembre de 1817 - Vitòria, 17 de gener de 1878) va ser un polític, diputat a Corts per Àlaba, Pare de Província d'Àlaba i jurista basc.

## Biografia
Va estudiar llatí i humanitats al convent de Santo Domingo (Vitòria), i després a Valladolid la carrera de Dret, graduant-se en 1836 de batxiller i en 1840 de doctor en Dret. El 1862 les Juntes Generals d'Àlaba el nomenaren Pare de Província i el 1869 fou designat rector de la Universitat Lliure. El 1873 fou empresonat sota l'acusació de col·laborar amb els rebels carlins, però tot i així és elegit diputat novament a les eleccions generals espanyoles de 1876.
Ardent defensor dels furs bascos, va pronunciar famosos discursos en la seva defensa davant les Corts (13 i 19 de juny de 1876), sense poder però evitar la seva abolició en virtut de la llei de 21 de juliol de 1876. A Vitòria té dedicades una estàtua (a la plaça de la Diputació Foral d'Àlaba) i el carrer Mateo Benigno de Moraza; a Sant Sebastià el carrer Moraza; i a Bilbao la plaça Moraza.